# D 016 (Türkei)
Die Straße D 016 (Devlet yolu 016) ist eine 15 km lange Straße in der Türkei. Sie führt im östlichen Vorortbereich von İstanbul von der Autobahn Otoyol 2 (Europastraße 80) in Tepeüstü (Ümraniye) nach Çekmeköy, wo sie die D 020 und die Autobahn Otoyol 7 erreicht und endet.